# Jean-Pierre Protzen
Jean-Pierre Protzen (geboren 9. September 1934 in der Schweiz; gestorben 10. Januar 2021 ebenda) war ein Designtheoretiker und Architekturhistoriker an der University of California, Berkeley.

## Leben und Werk
Jean-Pierre Protzen studierte an der Ecole polytechnique der Universität Lausanne und erhielt 1962 sein Diplom als Architekt. Er kam zunächst in die USA, um mit dem Designtheoretiker Horst Rittel zusammenzuarbeiten. 1968 begann er seine Arbeit an der Fakultät für Architektur der University of California, Berkeley. 

## Forschungen zur Inka-Architektur
Protzen galt als Experte im Bereich der Inka- und Tiwanaku-Architektur. Er veröffentlichte dazu zahlreiche Schriften, darunter Inca architecture and construction at Ollantaytambo (1993). Zusammen mit der Architekturhistorikerin Stella Nair veröffentlichte er 2013 eine umfangreiche Monographie über die Steinarchitekturen von Tiwanaku: „The Stones of Tiahuanaco: A Study of Architecture and Construction“. Die von Protzen durchgeführten Steinschneide-Experimente (1985:174) zeigten auf, dass die Tiwanaku-Baumeister möglicherweise über zusätzliche Werkzeuge verfügten, die die Erstellung exakter geometrischer Schnitte und Formen ermöglichten und über die die Archäologie keine Aufzeichnungen hat.
Im Jahr 2009 wurde zu Ehren von Protzen zu seinem 75ten Geburtstag eine Festschrift  für ihn veröffentlicht.
Protzen starb im Januar 2021, wenige Tage nach dem Tod seiner Frau Elsbeth.

## Veröffentlichungen (Auswahl)
Designtheorie
- mit David J. Harris: The Universe of Design. Horst Rittel's Theories of Design and Planning. 2010, ISBN 9781136970443.

Inka-Architektur
- Inca quarrying and stonecutting. In: The Journal of the Society of Architectural Historians. Band 44, 1985, S. 183–214 (Digitalisat).
- Inca stonemasonry. In: Scientific American. Band 254, Nr. 2, 1986, S. 94–105.
- Inca architecture and construction at Ollantaytambo. Oxford University Press, New York 1993, ISBN 0-19-507069-0
- mit Stella Nair: Who taught the Inca stonemasons their skills? A comparison of Tiahuanaco and Inca cut-stone masonry. In: The Journal of the Society of Architectural Historians. Band 56, Nr. 2, 1997, S. 146–167
- mit Stella E. Nair: On Reconstructing Tiwanaku Architecture. In: The Journal of the Society of Architectural Historians. Band 59, Nr. 3, 2000, S. 358–371.
- mit Stella Nair: The Stones of Tiahuanaco. A Study of Architecture and Construction (= Cotson Institute of Archaeology Monographs Band 75). Cotsen Institute of Archaeology Press, University of California, Los Angeles 2013, ISBN 978-1-931745-67-3.